# Orphnophanes
Orphnophanes és un gènere d'arnes de la família Crambidae descrit per Julius Lederer el 1863.

## Taxonomia
- Orphnophanes ankarampotsyalis Marion & Viette, 1956
- Orphnophanes eucerusalis (Walker, 1859)
- Orphnophanes laevalis (Warren, 1896)
- Orphnophanes thoasalis (Walker, 1859)
- Orphnophanes turbatalis Christoph, 1881